# The Saturday Evening Post
The Saturday Evening Post war eine amerikanische Wochenzeitschrift, die von 1821 bis 1969 in Philadelphia erschien.

## Geschichte

Logo.

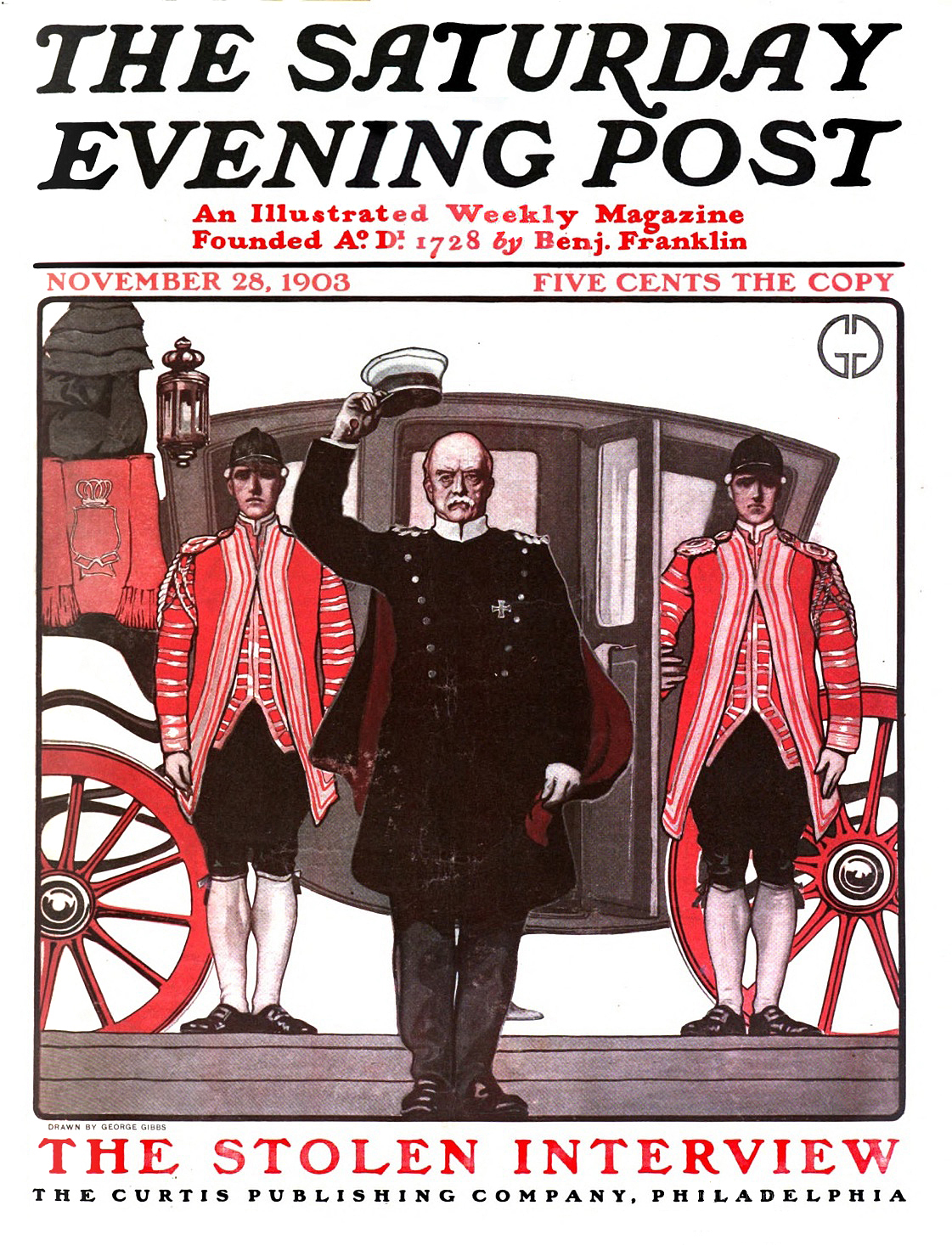
Titelblatt aus dem Jahr 1903 mit dem deutschen Kanzler Otto von Bismarck

Die erste Ausgabe des Magazins erschien am 4. August 1821. Ab 1897 erschien sie im Verlagshaus Curtis Publishing Company, dessen Eigentümer Cyrus Curtis später die Legende in Umlauf brachte, die Saturday Evening Post sei aus der von Benjamin Franklin im 18. Jahrhundert herausgegebenen Pennsylvania Gazette hervorgegangen. Unter der Herausgeberschaft von George Horace Lorimer in den Jahren 1899–1937 wurde das Blatt zu einer der auflagenstärksten Publikumszeitschriften der USA.
Die Saturday Evening Post berichtete über politische und gesellschaftliche Ereignisse, veröffentlichte aber auch literarische Werke, vor allem Kurzgeschichten renommierter Autoren wie F. Scott Fitzgerald, Booth Tarkington, John Steinbeck, William Saroyan, C. S. Forester und Ray Bradbury. Die Saturday Evening Post veröffentlichte jedoch gelegentlich auch Romane als Fortsetzungsgeschichte wie beispielsweise den Roman Alter Adel rostet nicht von P. G. Wodehouse mit Bertie Wooster und seinem Kammerdiener Jeeves als Protagonisten, der zwischen dem 16. Juli und dem 3. September 1938 in dem Blatt erstveröffentlicht wurde. Weiterhin war das Blatt für seine Titelbilder bekannt, die ab 1898 vorwiegend von J. C. Leyendecker, nach 1916 über vier Jahrzehnte von Norman Rockwell und später auch von dem dänischen Illustrator Kurt Ard gestaltet wurden.
Seit dem Ende der 1950er Jahre litt das Blatt wie die meisten anderen Publikumszeitschriften unter erheblichem Auflagenrückgang, der vor allem dem Aufkommen des Fernsehens als Konkurrenzmedium geschuldet war. Um dem entgegenzutreten, öffnete sich das bislang recht konservative Blatt gegenüber Boulevardthemen; Rockwells aufwändige Zeichnungen auf dem Titelblatt wichen zunehmend Fotografien.
Das Ende der Saturday Evening Post kam 1969, nachdem das Blatt in einem Artikel behauptet hatte, dass die Football-Trainer Paul „Bear“ Bryant und Wally Butts ein Ligaspiel ihrer Mannschaften (University of Alabama gegen University of Georgia) manipuliert hätten. Butts verklagte das Blatt und gewann den Fall letztinstanzlich vor dem Obersten Gerichtshof der Vereinigten Staaten. Der Fall Curtis Publishing Co. v. Butts gilt bis heute als einer der Präzedenzfälle zum Tatbestand der Verleumdung; das Blatt wurde zur Zahlung von Schadensersatz in Höhe von 3.060.000 US-Dollar verurteilt und musste ob dieser finanziellen Belastung mit der letzten Ausgabe vom 8. Februar 1969 eingestellt werden.
1971 wurde die Post zwar wiederbelebt, doch firmiert unter diesem Titel nun eine zweimonatlich erscheinende medizinische Spartenzeitschrift.

## Herausgeber
- William George Jordan (1898–1899)
- George Horace Lorimer (1899–1937)
- Wesley Winans Stout (1937–1942)
- Ben Hibbs (1942–1962)
- Robert Fuoss (1962)
- Robert Sherrod (1962)
- Clay Blair, Jr. (1962–1964)
- William A. Emerson, Jr. (1965–1969)